# 莫洛傑奇諾州

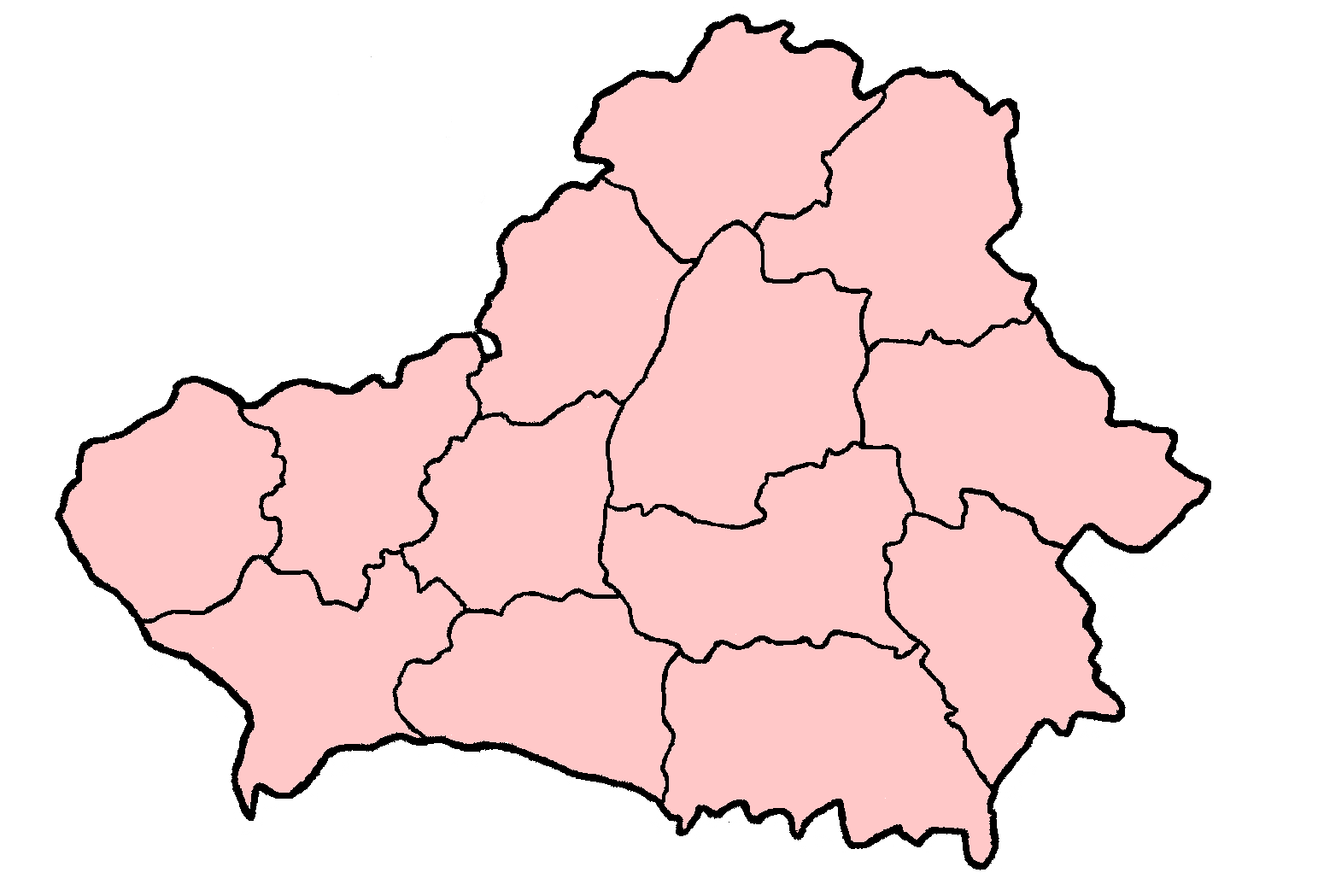
1944年蘇維埃白俄羅斯行政區劃

莫洛傑奇諾州是蘇聯白俄羅斯蘇維埃社會主義共和國的一個州，位於該加盟共和國的西北部。前身是1939年12月4日建立的維列伊卡州。1959年面積24,300平方公里，人口848,000人。首府莫洛傑奇諾。下分24縣。
1944年9月20日州府由維列伊卡遷至南方20公里的莫洛傑奇諾。州名亦跟隨更改。1954年1月8日波洛茨克州和巴拉諾維奇州解散，令莫州增加了10縣，但到了1960年9月20日該州亦被解散，轄地分別歸明斯克州（莫洛傑奇諾亦歸該州）、維捷布斯克州和格羅德諾州。這也是白俄羅斯一級政區最近一次的變化。